# Along Comes Mary
"Along Comes Mary" is een nummer van de Amerikaanse band The Association. Het verscheen op hun debuutalbum And Then... Along Comes the Association uit 1966. In maart van dat jaar werd het uitgebracht als de eerste single van het album.

## Achtergrond
"Along Comes Mary" is geschreven door Tandyn Almer en geproduceerd door Curt Boettcher. Het nummer wordt gezongen vanuit het perspectief van een jonge man die zich alleen voelt en niet blij is met de dingen die in zijn ogen mis zijn met hem. Hij denkt dat Mary zijn leven beter zou maken. Volgens velen, waaronder componist Leonard Bernstein, zou deze "Mary" slang zijn voor marihuana. Om deze reden werd het ook door een aantal Amerikaanse radiostations in de ban gedaan.
Ondanks de associatie met de drug, werd "Along Comes Mary" de eerste hit van The Association. Het behaalde de zevende plaats in de Amerikaanse Billboard Hot 100 en de achtste plaats in Canada, terwijl ook in het Verenigd Koninkrijk de hitlijsten werd behaald met plaats 52 in de UK Singles Chart. Nederland was het enige andere land waar de single een hit werd; hier bereikte het plaats 34 in de Top 40.
"Along Comes Mary" werd gecoverd door een aantal artiesten. De bekendste versie is afkomstig van Bloodhound Gang, die het in 1999 uitbrachten op de soundtrack van de film Half Baked. Hun versie verscheen als single en bereikte de vijfde plaats in Oostenrijk, de zesde plaats in Duitsland en de dertiende plaats in Zwitserland. Later dat jaar verscheen het ook op hun album Hooray for Boobies. Andere covers zijn afkomstig van onder meer George Benson, The Guess Who, The Manhattan Transfer, Hugh Masekela en Cal Tjader.

## Hitnoteringen

### Nederlandse Top 40
| Hitnotering: 30-07-1966 t/m 20-08-1966 | Hitnotering: 30-07-1966 t/m 20-08-1966 | Hitnotering: 30-07-1966 t/m 20-08-1966 | Hitnotering: 30-07-1966 t/m 20-08-1966 | Hitnotering: 30-07-1966 t/m 20-08-1966 | Hitnotering: 30-07-1966 t/m 20-08-1966 |
| Week                                   | 1                                      | 2                                      | 3                                      | 4                                      |                                        |
| -------------------------------------- | -------------------------------------- | -------------------------------------- | -------------------------------------- | -------------------------------------- | -------------------------------------- |
| Nummer                                 | 34                                     | 34                                     | 37                                     | 40                                     | uit                                    |

### NPO Radio 2 Top 2000
| Nummer met noteringen in de NPO Radio 2 Top 2000 | '00  | '01 | '02  | '03  | '04  |
| ------------------------------------------------ | ---- | --- | ---- | ---- | ---- |
| Along Comes Mary                                 | 1307 | -   | 1596 | 1664 | 1556 |

1. ↑  Een '-' betekent dat het nummer niet was genoteerd en een vetgedrukt getal geeft de hoogste notering aan.
2. ↑  2000 was het eerste jaar met een notering voor dit nummer.
3. ↑  Deze tabel is bijgewerkt tot en met de laatste editie (2024).